# Антоновка (Флорештский район)
Антоновка (рум. Antonovca) — село в Флорештском районе Молдавии. Наряду с сёлами Пражила, Фрунзешты и Михайловка входит в состав коммуны Пражила.

## География
Село расположено на высоте 184 метра над уровнем моря.

## Население
По данным переписи населения 2004 года, в селе Антоновка проживает 81 человек (39 мужчин, 42 женщины).
Этнический состав села:
| Национальность | Число жителей | Процентный состав |
| -------------- | ------------- | ----------------- |
| украинцы       | 39            | 48,15             |
| молдаване      | 38            | 46,91             |
| русские        | 4             | 4,94              |
| Всего          | 81            | 100 %             |